# Хоругва Шацька
Хору́гва Ша́цька затверджена сесією Шацької селищної ради.

## Опис
Прямокутне полотнище зі співвідношенням сторін 3:2 білого кольору із зображенням герба міста — тризуба князя Святополка на гербовому щиті в картуші міста з золотою міською короною, як символом важливості і давності міста з часів Київської Руси.